# Brianna (Vorname)
Brianna ist ein weiblicher Vorname.

## Herkunft und Bedeutung
Brianna ist eine moderne weibliche Form des irischen Vornamens Brian, Es gibt verschiedene abweichende Schreibweisen von Brianna wie Brynanna Briane, Brianne, Briana, Bryana und Breanna Breanne ist eine Variante von Breanna.

## Namensträgerinnen

### Brianna
- Brianna Glenn (* 1980), amerikanische Weitspringerin
- Brianna Keilar (* 1980), US-amerikanische Fernsehmoderatorin und Journalistin
- Brianna Love (* 1985), amerikanische Pornodarstellerin

### Breanna
- Breanna Noble Johnson (* 1996), US-amerikanische Skirennläuferin, siehe Breezy Johnson
- Breanna Stewart (* 1994), US-amerikanische Basketballspielerin
- Breanna Yde (* 2003), australische Schauspielerin

## Fiktive Personen
- Brianna, Charakter in der Gone-Reihe von Michael Grant
- Brianna, Tochter Staubfingers in der Tintenwelt-Trilogie von Cornelia Funke
- Brianna, Tochter von Claire und Jamie Fraser, in Diana Gabaldons Highland-Saga